# Æ
Æ o æ es un grafema ligadura de las letras a y e llamado aesc. Se usa en el alfabeto latino y el alfabeto francés. En español moderno esta letra no se utiliza, solo aparece en palabras tomadas del latín como curriculum vitæ (generalmente escrito curriculum vitae). Æ es una letra aparte en los alfabetos noruego, danés, islandés y feroés.
En inglés moderno, el uso varía en diferentes lugares. Se usa principalmente en palabras derivadas del latín o el griego, como encyclopædia, nebulæ o athenæum. En algunos lugares como los Estados Unidos, dichas ortografías pueden considerarse arcaicas y se reemplazan por encyclopedia, nebulae, y atheneum, respectivamente. En el Reino Unido, dichas ortografías son más comunes, lo que lleva al Oxford English Dictionary a usar la ligadura en sus entradas principales, mientras que otras ortografías se indican solo como alternativas. También en el Reino Unido, ae se usa en lugar de æ, así que encyclopædia es correcto. Dada la larga historia de tales deletreos, a veces se usan para invocar arcaísmo o en citas literales de fuentes históricas, para palabras tales como la ya anteriormente nombrada encyclopædia o dæmon. También pertenece a varios alfabetos modernos. Es común verla transcrita —no obstante incorrectamente— como «ae», en su mayoría por usuarios de computadoras que son incapaces de transcribirla propiamente debido a limitaciones tecnológicas, o bien porque no están enterados de cómo hacerlo; un ejemplo reciente es la transcripción de la serie/película de televisión de título Æon Flux, que a menudo aparece en los medios y en otros lugares como «Aeon Flux».
En Muchik, un idioma muerto de los antiguos mochicas del litoral norte del Perú preincaico, pero que se está enseñando en algunas escuelas del norte, æ es una de las seis vocales del alfabeto y tiene el sonido de [eu] , por ejemplo en la palabra aiapæc, que se pronuncia aiapeuc y significa creador, hacedor y también es el nombre del principal Dios mochica.

## Alfabetos nacionales

### Francés
Generalmente la ligadura se reemplazaba por solo «e» y más tarde «é»; pero el símbolo se usaba desde al menos los Juramentos de Estrasburgo, aunque no se utilizaba mucho en el francés antiguo. Durante la época del comienzo del francés medio se produjo un interés por los textos clásicos, particularmente del latín, donde las ligaduras eran más comunes. La influencia de este afectó la ortografía de las palabras, y muchas de ellas se pusieron más o menos en sincronización con la ortografía del latín, produciendo, por ejemplo, formas como æquitable (del latín aequitatem) y prædire (del latín praedicere), algunas de las cuales sobrevivieron en francés temprano moderno. 
Antiguamente, la ligadura fue  más común en el francés moderno, pero ha desaparecido en muchas palabras hoy en día. A diferencia del símbolo œ, æ no se usa en palabras nativas, y tiene solo un sonido: [e]. A pesar de su depreciación por esto, aún se emplea en algunos términos, como supernovæ, curriculum vitæ, tænia o el erróneo et cætera, en la que no es correcto que aparezca. La escasez de esta letra en máquinas tipográficas hace que se evite este símbolo en favor de «ae».  
Para conocer más ejemplos de palabras francesas que contienen æ, vea Categoría:FR:Términos con Æ.

### Inglés antiguo
En inglés antiguo la ligadura a–e era usada para denotar un sonido intermedio entre los de a y e (AFI [æ]). La letra fue heredada del latín pero su nombre era ash, pues en inglés antiguo æsc significa «fresno» (ash tree) y viene de la correspondiente runa en el futhorc anglosajón ᚫ, relacionada con la runa de las Futhark mayores áss.

### Osético
El idioma osético incluía la letra æ cuando era escrito usando la escritura latina (entre 1923 y 1938). Desde entonces, el osético ha usado un alfabeto cirílico con una letra que se ve idéntica (Ӕ y ӕ).

### Lenguas germánicas nórdicas
En lenguas escandinavas, como el noruego, danés e islandés, se utiliza frecuentemente para representar sonidos vocales de dichos idiomas, mientras que en sueco este mismo sonido se representa como ä. La letra Æ es una letra independiente en dichos alfabetos, y no puede ser representada con AE, que se encuentra en palabras como Jernbaneoverskæring (‘paso a nivel’ en danés).

## AFI
La Asociación Fonética Internacional define que æ (solo en minúscula) es una vocal casi abierta anterior no redondeada.

## Códigos en computación
Esta ligadura se representa con los siguientes caracteres Unicode:
| Carácter      | Æ                       | Æ                       | æ                     | æ                     |
| ------------- | ----------------------- | ----------------------- | --------------------- | --------------------- |
| Unicode       | LATIN CAPITAL LETTER AE | LATIN CAPITAL LETTER AE | LATIN SMALL LETTER AE | LATIN SMALL LETTER AE |
| Codificación  | decimal                 | hex                     | decimal               | hex                   |
| Unicode       | 198                     | U+00C6                  | 230                   | U+00E6                |
| UTF-8         | 195 134                 | C3 86                   | 195 166               | C3 A6                 |
| Ref. numérica | &#198;                  | &#xC6;                  | &#230;                | &#xE6;                |
| Ref. entidad  | &AElig;                 | &AElig;                 | &aelig;               | &aelig;               |

## Numismática
Æ se utiliza, en particular, en numismática para indicar el bronce u otras aleaciones a base de cobre (del latín aes, aeris) como metal monetario.